# Смирнов, Николай Васильевич (строитель)
Николай Васильевич Смирнов — советский хозяйственный, государственный и политический деятель.

## Биография
Родился в 1909 году в Астрахани. Член КПСС с 1932 года.
С 1928 года — на хозяйственной, общественной и политической работе.
- В 1931—1938 гг. — ответственный секретарь ячейки ВЛКСМ Школы фабрично-заводского ученичества мукомолов, ответственный секретарь комитета ВЛКСМ завода «Ростсельмаш», заведующий Культурно-пропагандистским отделом Ростовского городского комитета ВЛКСМ, старший экономист завода «Ростсельмаш», технолог Люберецкого завода сельскохозяйственных машин, начальник цеха завода «Готовальня».[1]
- В 1939—1941 гг. — начальник Управления НКВД по Иркутской области, начальник Управления НКГБ по Иркутской области.[1]
- В 1941—1944 гг. — заместитель народного комиссара внутренних дел Якутской АССР, народный комиссар государственной безопасности Якутской АССР.[1]
- В 1944—1946 гг. — начальник Управления НКГБ — МГБ по Тамбовской области.[1]
- В 1946—1948 гг. — директор завода № 720.[1]
- В 1948—1953 гг. — начальник Главного управления арматурно-литейной промышленности Министерства машиностроения и приборостроения СССР.[1]
- В 1953—1957 гг. — заместитель начальника Главхиммаша Министерства машиностроения СССР.[1]
- В 1957—1974 гг. — управляющий треста «Спецмашмонтаж».[2]

Делегат XVIII съезда ВКП(б).
Лауреат Государственной премии СССР.
Умер после 1974 года.